# 25. oktober
25. oktober je 298. dan leta (299. v prestopnih letih) v gregorijanskem koledarju. Ostaja še 67 dni do konca leta.

## Dogodki
- 1241 – Celestin IV. postane prvi v konklavu izvoljeni papež
- 1929 – črni petek, z zlomom newyorške borze se prične svetovna gospodarska kriza
- 1936 – Tretji rajh in Italija podpišeta sporazum -> začetek osi Rim-Berlin
- 1939 – ustanovitev Generalne Gubernije na Poljskem
- 1943 :
  - - poraz japonskega letalstva pri Rabaulu
  - - Rdeča armada osvobodi Dnepropetrovsk
  - - ustanovljen Pohorski bataljon
- 1944 – pri filipinskem zalivu Leyte prvič napadejo kamikaze
- 1958 – zaradi konca libanonske krize se ameriški vojaki umaknejo iz Libanona
- 1971 – LR Kitajska sprejeta v OZN
- 1983 – ameriške čete posredujejo na otoku Grenada
- 1991 – Slovenska osamosvojitvena vojna: zadnji vojaki JLA zapustijo ozemlje Slovenije
- 1998 – v Porečah ob Vrbskem jezeru se predstavniki držav članic EU dogovorijo o uskladitvi pogledov na reformo Unije
- 2001 – Microsoft pošlje v prodajo operacijski sistem Windows XP, ki postane najbolj razširjen in popularen operacijski sistem na svetu
- 2002 – začetek 35. šahovske olimpiade na Bledu; traja do 11. novembra
- 2007 – prvi komercialni polet letala Airbus A380 opravi družba Singapore Airlines, let številka SQ 380 na relaciji med Singapurjem in Sydneyjem v Avstraliji

## Rojstva
- 1102 – Willem Clito, flandrijski grof († 1128)
- 1330 – Ludvik II., flandrijski grof († 1384)
- 1735 – James Beattie, škotski pesnik, pisatelj in razsvetljenski filozof († 1803)
- 1767 – Benjamin Constant, švicarski pisatelj († 1830)
- 1772 – Geraud Duroc, francoski general († 1813)
- 1790 – Robert Stirling, škotski izumitelj († 1878)
- 1806 – Max Stirner, nemški filozof († 1856)
- 1811 – Évariste Galois, francoski matematik († 1832)
- 1817 – Adolf Lothar Bucher, nemški publicist († 1892)
- 1825 – Johann Strauss mlajši, avstrijski skladatelj († 1899)
- 1827 – Marcellin Berthelot, francoski kemik in politik († 1907)
- 1838 – Georges Bizet, francoski skladatelj († 1875)
- 1843 – Gleb Ivanovič Uspenski, ruski pisatelj, intelektualec († 1902)
- 1864 – John Francis Dodge, ameriški avtomobilski pionir († 1920)
- 1877 – Henry Norris Russell, ameriški astronom, astrofizik († 1957)
- 1881 – Pablo Picasso, španski slikar, kipar († 1973)
- 1888 – Richard Evelyn Byrd, ameriški kontraadmiral vojne mornarice ZDA in polarni raziskovalec († 1957)
- 1902 – Eddie Lang, ameriški jazzovski kitarist († 1933)
- 1910 – William Higinbotham, ameriški fizik († 1994)
- 1913 – Klaus Barbie, nacistični vojni zločinec († 1991)
- 1915 – Ivan Morton Niven, kanadsko-ameriški matematik († 1999)
- 1921 – kralj Mihael I. Romunski († 2017)
- 1925 – Janez Bitenc, slovenski skladatelj, pedagog († 2005)
- 1926 – Galina Višnevskaja, ruska sopranistka († 2012)
- 1936 – Martin Gilbert, britanski zgodovinar († 2015)
- 1940 – Bob Knight, ameriški košarkarski trener
- 1944 – Jon Anderson, angleški pevec (Yes)
- 1947 – Glenn Tipton, angleški kitarist (Judas Priest)
- 1948 – Dave Cowens, ameriški košarkar in trener
- 1951 – Richard Lloyd, ameriški kitarist (Television)
- 1954 – Mike Eruzione, ameriški hokejist
- 1955 – Matthias Jabs, nemški kitarist (Scorpions)
- 1958 – Kornelia Ender, vzhodnonemška plavalka
- 1961 – Chad Smith, ameriški bobnar (Red Hot Chili Peppers)
- 1961 – Paul Gulda, avstrijski pianist
- 1964 – Nicole, nemška pevka
- 1969 – Oleg Salenko, ruski nogometaš
- 1981 – Shaun Wright-Phillips, angleški nogometaš
- 1984 – Katy Perry, ameriška pop pevka, tekstopiska

## Smrti
- 912 – Rudolf I. Burgundski, kralj Zgornje Burgundije (* ok. 859)

- 1047 – Magnus Dobri, norveški kralj (* 1024)
- 1154 – Štefan Angleški, kralj (* 1096)
- 1180 – Janez Salisburyjski, angleški škof, filozof in teolog (* 1120)
- 1200 – Konrad I. Wittelsbaški, nadškof Mainza, kardinal-škof Sabine
- 1259 – Beatrika Kastiljska, princesa, portugalska kraljica (* 1293)
- 1349 – Jakob III., kralj Majorke (* 1315)
- 1357 – Ibn Džuzaj, monaški literat (* 1321)
- 1400 – Geoffrey Chaucer, angleški literat in učenjak (* 1343)
- 1510 – Giorgione, italijanski slikar (* 1478)
- 1647 – Evangelista Torricelli, italijanski fizik, matematik (* 1608)
- 1666 – Abas II., perzijski šah (* 1632)
- 1732 – Andrea Brustolon, italijanski rezbar (* 1662)
- 1806 – Henry Knox, ameriški general, minister (* 1750)
- 1826 – Philippe Pinel, francoski psihiater (* 1745)
- 1861 – Friedrich Carl von Savigny, nemški pravnik (* 1779)
- 1922 – Oskar Hertwig, nemški embriolog, citolog (* 1849)
- 1924 – Mehmed Ziya Gökalp, turški nacionalist in sociolog (* 1876)
- 1939 – Anton Freiherr von Eiselsberg, avstrijski kirurg (* 1860)
- 1957 – Edward John Moreton Drax Plunkett, irski pisatelj, dramatik (* 1878)
- 1957 – Henri van de Velde, belgijski slikar, arhitekt (* 1863)
- 1973 – Abebe Bikila, etiopski maratonec (* 1932)
- 1974 – Nick Drake, angleški glasbenik (* 1948)
- 1975 – Vladimir Herzog, hrvaško-brazilski novinar in politični aktivist (* 1937)
- 1995 – Bobby Riggs, ameriški tenisač (* 1918)
- 1999 – Payne Stewart, ameriški golfer (* 1957)
- 2002 – René Thom, francoski matematik (* 1923)
- 2013 – Marcia Wallace, ameriška filmska igralka, komičarka, posojevalka glasu (*1942)

## Prazniki in obredi
- Romunija: dan romunske armade
- Slovenija: dan suverenosti